# Campeonato de España de Ciclismo en Ruta 1950
El XLIX Campeonato de España de Ciclismo en Ruta cambó de formato y se pasó de la carrera única a una competición que incluía tres fechas diferentes que comprendían desde el 21 de mayo hasta el 9 de julio. El ganador fue el corredor Antonio Gelabert que fue el más regular en la competición, a pesar de no ganar ninguna de las tres carreras. Bernardo Ruiz y José Vidal Porcar completaron el podio. 

## Carreras
Las carreras que formaron parte del Campeonato fueron las siguientes:
- 21 de mayoː Trofeo Masferrer (Barcelona), de 233 kilómetros
- 18 de junioː Gran Premio de la Liberación (Bilbao), de 207 kilómetros.
- 9 de julioː Trofeo Fernando Salvadores (Madrid), de 150 kilómetros.

### Trofeo Masferrer
| Pos. | Ciclista                  | Equipo | Tiempo    |
| ---- | ------------------------- | ------ | --------- |
| 1.   | Francisco Masip           | -      | 6h 48'21" |
| 2.   | José Vidal                | -      | m.t.      |
| 3.   | Antonio Gelabert          | -      | a 1'56"   |
| 4.   | Bernardo Capó             | -      | a 3'59"   |
| 5.   | Bernardo Ruiz             | -      | m.t.      |
| 6.   | Joaquín Filba             | -      | m.t.      |
| 7.   | Gabriel Saura             | -      | m.t.      |
| 8.   | Cristóbal García Martínez | -      | a 7'50"   |
| 9.   | Joaquin Foés              | -      | m.t.      |
| 10.  | José Mateo Gil            | -      | m.t.      |

### Gran Premio de la Liberación de Bilbao
| Pos. | Ciclista              | Equipo | Tiempo    |
| ---- | --------------------- | ------ | --------- |
| 1.   | Jaime Montaña         | -      | 5h 16'05" |
| 2.   | Francisco Michelena   | -      | m.t.      |
| 3.   | Senén Blanco          | -      | m.t.      |
| 4.   | Antonio Gelabert      | -      | a 2'35"   |
| 5.   | Cipriano Aguirrezabal | -      | m.t.      |
| 6.   | Bernardo Ruiz         | -      | m.t.      |
| 7.   | Francisco Expósito    | -      | m.t.      |
| 8.   | José Vidal Porcar     | -      | m.t.      |
| 9.   | Carmelo Morales       | -      | m.t.      |
| 10.  | J. Onaeguerra         | -      | m.t.      |

### Trofeo Fernando Salvadores
| Pos. | Ciclista          | Equipo | Tiempo    |
| ---- | ----------------- | ------ | --------- |
| 1.   | Bernardo Ruiz     | -      | 4h 04'39" |
| 2.   | Francisco Masip   | -      | a 6"      |
| 3.   | Antonio Gelabert  | -      | a 4'44"   |
| 4.   | José Vidal Porcar | -      | -         |
| 5.   | Jaime Montaña     | -      | -         |
| 6.   | Joaquín Filba     | -      | -         |
| 7.   | José Mateo Gil    | -      | -         |
| 8.   | Senén Blanco      | -      | -         |

## Clasificación final
| Pos. | Ciclista          | Equipo | Puntos     |
| ---- | ----------------- | ------ | ---------- |
| 1.   | Antonio Gelabert  | -      | 48 puntos" |
| 2.   | Bernardo Ruiz     | -      | 46         |
| 3.   | José Vidal Porcar | -      | 44         |
| 4.   | Francisco Masip   | -      | 40         |
| 5.   | Jaime Montaña     | -      | 31         |
| 6.   | José Mateo Gil    | -      | 26         |
| 7.   | Senén Blanco      | -      | 26         |
| 8.   | Joaquín Filba     | -      | 25         |